# ファルホド・タジエフ
ファルホド・タジエフ（ウズベク語: Фарход Тожиев, Farhod Tojiyev、1986年4月9日 - ）は、ウズベキスタンの元サッカー選手。元ウズベキスタン代表。現役時代のポジションはFW。

## クラブ歴
2006年にカザフスタンのFCタラズで選手生活を始めた。翌2007年から2009年にかけてFCパフタコール・タシュケントに在籍した。2010年に兄のザイニディン・タジエフが天津泰達から放出されると兄の後釜として同クラブに加入した。2010-11シーズンには再びパフタコール・タシュケントに復帰し、2012年夏にPFCシュルタン・グザルに移籍した。
2013年1月27日にはPFCロコモティフ・タシュケントに移籍。2013シーズンはリーグ戦13試合で17得点の結果を残したものの、その後負傷で離脱した。2014シーズンも13得点し同クラブの得点王となった。
2014年11月24日にはマレーシアのTチームFCに移籍。2015年2月28日のピアラFAマレーシアのATM FA戦では101分と113分に得点し、3-0の勝利にクラブを導いた。
2016年はFCアルマリクに在籍した。
2017年にTチームFCに復帰。

## 代表歴
2007年12月22日のタイ王国代表戦で代表初出場。その後、2010 FIFAワールドカップ・アジア予選では日本代表戦を含む5試合に出場し、カタール代表戦ではハットトリックを達成しサポーターを湧かせた。2010年5月25日のアルメニア代表との親善試合を最後に暫く代表から遠ざかったが、2013年3月26日のレバノン代表戦で久々の出場を果たし、2014 FIFAワールドカップ・アジア予選初出場を飾った。

## 家族
兄のザイニディン・タジエフ、カモリディン・タジエフもウズベキスタン代表のサッカー選手である。また、彼の名前はペルシャ語で「幸福」を意味している。

## 個人成績
代表での得点一覧
| # | 日附          | 場所                                               | 対戦相手         | 得点 | 結果 | 大会                                   |
| - | ------------- | -------------------------------------------------- | ---------------- | ---- | ---- | -------------------------------------- |
| 1 | 2008年3月22日 | タシュケント・MHSKスタジアム                       | ヨルダン         | 3-1  | 4-1  | 親善試合                               |
| 2 | 2009年1月28日 | シャールジャ・シャールジャ・スタジアム             | アラブ首長国連邦 | 0-1  | 0-1  | AFCアジアカップ2011予選                |
| 3 | 2009年3月28日 | タシュケント・パフタコール・マルカジイ・スタジアム | カタール         | 1-0  | 4-0  | 2010 FIFAワールドカップ・アジア4次予選 |
| 4 | 2009年3月28日 | タシュケント・パフタコール・マルカジイ・スタジアム | カタール         | 2-0  | 4-0  | 2010 FIFAワールドカップ・アジア4次予選 |
| 5 | 2009年3月28日 | タシュケント・パフタコール・マルカジイ・スタジアム | カタール         | 3-0  | 4-0  | 2010 FIFAワールドカップ・アジア4次予選 |

## タイトル

### クラブ
パフタコール・タシュケント
- ウズベク・リーグ: 2007

準優勝: 2008, 2009
- ウズベク・カップ: 2009, 2011
- CISカップ: 2007

天津泰達
- 中国サッカー・スーパーリーグ:

準優勝: 2010
ロコモティフ・タシュケント
- ウズベク・リーグ:

準優勝: 2013, 2014
- ウズベク・カップ: 2014

### 個人
- ロコモティフ・タシュケント得点王: 2013, 2014